# Beiträge zur Geschichte der deutschen Sprache und Literatur
Beiträge zur Geschichte der deutschen Sprache und Literatur (PBB) ist eine Fachzeitschrift der germanistischen Mediävistik für die ältere deutsche Sprache und Literatur.
Gegründet wurde die Zeitschrift 1874 durch die Junggrammatiker Wilhelm Braune und Hermann Paul. Die heute geläufige Abkürzung entstammt der älteren Bezeichnung der Zeitschrift als Pauls und Braunes Beiträge. Die Herausgeber sind aktuell (Stand 7/2025) Michael Stolz (seit 2022), Julia Weitbrecht (seit 2023), Svetlana Petrova (seit 2020) und Renata Szczepaniak (seit 2019). Verlegt wird die Zeitschrift beim Verlag Walter de Gruyter (ehemals im Max Niemeyer Verlag).
Seit der Ausgabe 134/1 (2012) wird das Herausgeberteam bei der Begutachtung der eingesendeten Beiträge durch einen zunächst zehn-, seit 135/2 (2013) von einem elfköpfigen wissenschaftlichen Beirat für die Bereiche Sprach- und Literaturwissenschaft unterstützt.
- Sprachwissenschaft: Gabriele Diewald, Elvira Glaser, Paul Ronneberger, Elke Ronneberger-Sibold, Hans-Joachim Solms
- Literaturwissenschaft: Carmen Cardelle de Hartmann, Manfred Eikelmann, Jürg Glauser (seit 2021 für Julia Zernack),[5] Volker Mertens, Jan-Dirk Müller, Stephan Müller

Programmatisch ist die Zeitschrift auf Beiträge zur Sprachwissenschaft und Geschichte der deutschen Sprache und Literatur ausgerichtet unter Einbeziehung des Altnordischen und Altenglischen, der Germanischen Philologie, der mittellateinischen Philologie sowie interdisziplinärer Beiträge zur Altertumskunde und Indogermanistik.
Nach dem Zweiten Weltkrieg wurde der Max Niemeyer Verlag in Halle/Saale durch Behörden der DDR verstaatlicht. Die renommierte Fachzeitschrift wurde in der Folge unter dem gleichen Titel dort fortgesetzt. Parallel gründete die Eigentümerfamilie Niemeyer in der BRD in Tübingen ihr Verlagsgeschäft neu und verlegte die Beiträge unverändert weiter. Zur Unterscheidung der beiden Editionen wurden diese in Bibliographien von 1955 bis 1979 durch den Zusatz der Sigel H für Halle der ostdeutschen Veröffentlichung gekennzeichnet, oder mit T für Tübingen der westdeutschen Veröffentlichung.

## Ehemalige Herausgeber
- Wilhelm Braune (1874–1926)
- Hermann Paul (1874–1922)
- Eduard Sievers (1892–1932)
- Theodor Frings (1933–1968)
- Helmut de Boor (1955–1975)
- Ingeborg Schröbler (1955–1975)
- Wolfgang Fleischer (1969–1979)
- Rudolf Große (1969–1979)
- Gotthard Lerchner (1969–1979)
- Gabriele Schieb (1969–1979)
- Hans Fromm (1976–1989)
- Peter Ganz (1976–1989)
- Marga Reis (1976–1994)
- Klaus Grubmüller (1990–2011)
- Burghart Wachinger (1990–1995)
- Thomas Klein (1995–1999)
- Jan-Dirk Müller (1996–2013)
- Karin Donhauser (2000–2009)
- Ulrike Demske (2010–2018)
- Damaris Nübling (2010–2020)
- Jens Haustein (2013–2022)
- Susanne Köbele (2012–2023)